# 十日市町 (広島県)
十日市町（とおかいちまち）は、広島県双三郡にあった町。現在の三次市の一部にあたる。
明治期以来、郡の中心は三次町であったが、各種行政機関が当町に移転し、次第に郡の中心地となった。

## 地理
三次盆地の中心部、馬洗川南岸の沖積平地に位置していた。

## 歴史
- 1889年（明治22年）4月1日、町村制の施行により、三次郡原村が単独で村制施行し、原村が発足[3][4]。
- 1896年（明治29年）大火発生し55戸全焼[4]。
- 1898年（明治31年）10月1日、郡の統合により双三郡に所属[3][4]。
- 1917年（大正6年）5月1日、原村が町制施行改名して十日市町が発足[1][2]。
- 1937年（昭和12年）3月1日、双三郡八次村と合併し、十日市町が存続[1][2]。旧十日市町域を大字十日市とし、旧八次村の大字南畠敷・畠敷・四拾貫・後山を加えて5大字を編成[2]。
- 1954年（昭和29年）3月31日、双三郡三次町、十日市町、酒河村、河内村、和田村、神杉村、田幸村、粟屋村と合併し、市制施行して三次市を新設して廃止された[1][2]。

### 地名の由来
中世の市地名による。旧原村の市街地を形成する十日町が町名となった。

## 産業
- 農業、養蚕、商業、製造業[2]
- 1938年（昭和13年）当町に県北部繭糸販売組合連合会更生社が設立[2]。1946年（昭和21年）郡是製糸会社（現グンゼ）移行して1962年（昭和37）まで稼働した[2]。

## 交通

### 鉄道
- 1915年（大正4年）芸備鉄道（現芸備線）広島～三次間開通し、字下原に三次駅（現西三次駅）開設[4]。
- 1933年（昭和8年）庄原線（現芸備線）十日市駅（現三次駅）開設[2]。

## 教育
- 1890年（明治23年）十日市尋常小学校を原尋常小学校に改称[4]。1917年（大正6年）高等科を併置し十日市尋常高等小学校郡に改称[4]。